# Pedro Malan

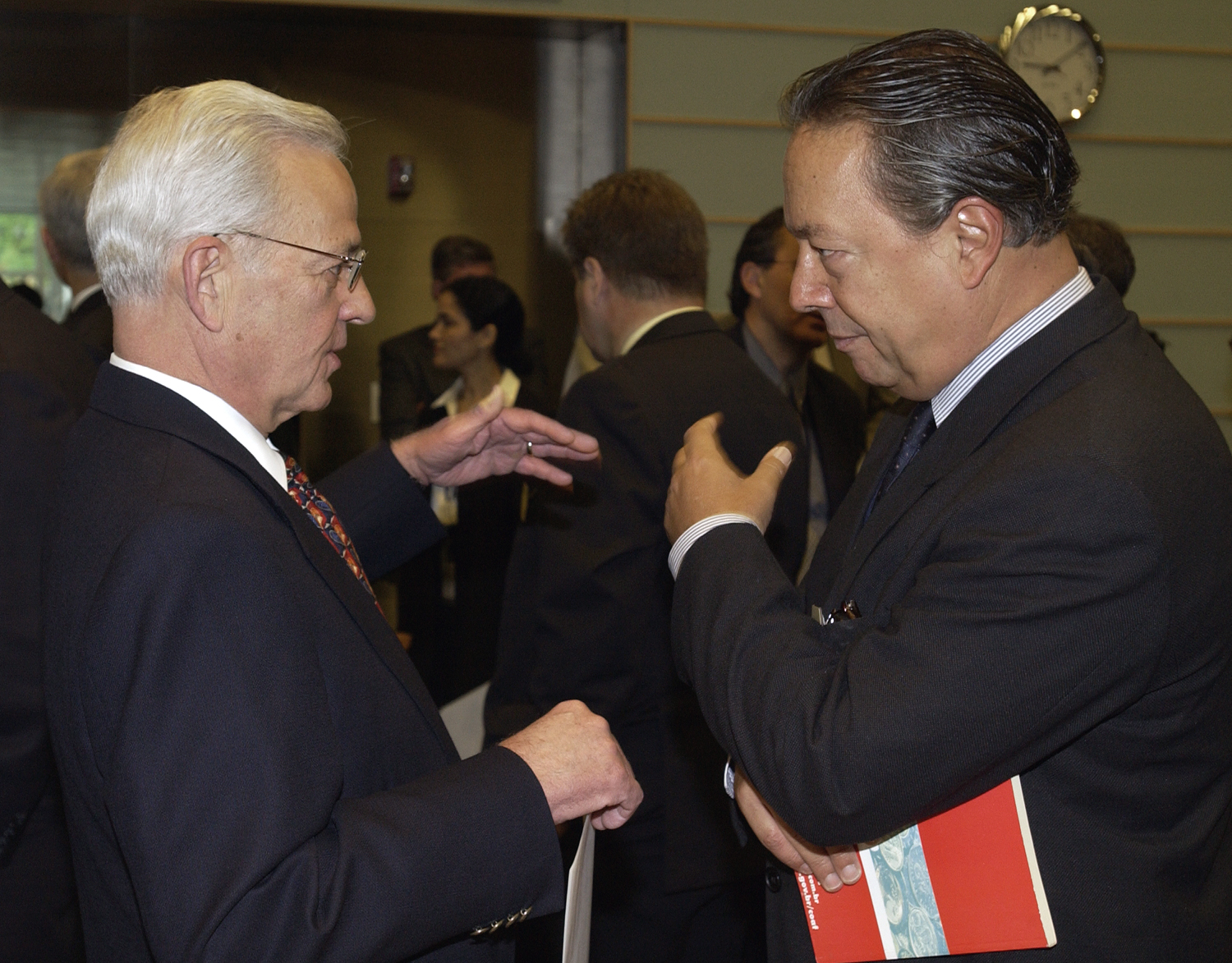
Pedro Sampaio Malan (rechts) mit Paul O’Neill

Pedro Sampaio Malan (* 19. Februar 1943 in Petrópolis, Bundesstaat Rio de Janeiro) ist ein brasilianischer Ökonom und ehemaliger Finanzminister des Landes. Er ist Aufsichtsratsvorsitzender des Unibanco.

## Leben
Pedro Sampaio Malan wurde 1943 im Norden Rio de Janeiros geboren. Vor seinem Studium der Ingenieurwissenschaften an der Pontifícia Universidade Católica do Rio de Janeiro besuchte er eine Jesuitenschule.
Als wissenschaftlicher Mitarbeiter am Instituto de Pesquisa Econômica Aplicada (Ipea) in Rio de Janeiro machte er Bekanntschaft mit dem US-Wirtschaftsökonom Albert Fishlow, unter dem er 1973 in den Wirtschaftswissenschaften an der University of California über Brasilien in der Internationalen Wirtschaft promovierte.
Malan lebte weiterhin in den Vereinigten Staaten und arbeitete bis 1993 für verschiedene Agenturen.

## Zentralbank
Malan kehrte 1993 auf Anfrage des Finanzministers Fernando Henrique Cardoso nach Brasilien zurück und leitete die Zentralbank von Brasilien vom 9. September 1993 bis zum 31. Dezember 1994. Nachfolger als Zentralbankchef wurde Gustavo Franco.

## Finanzminister
Zum ersten Januar 1995 bis zum 31. Dezember 2002 leitete Malan unter der Präsidentschaft Cardosos dessen altes Ministerium. Gemeinsam mit Marcílio Marquez Moreira und Fernando Collor de Mello leitete er die Verhandlungen zur Verschuldung Brasiliens beim Internationalen Währungsfonds (IMF) und wirkte maßgeblich am Plano Real mit. Nachfolger als Finanzminister wurde Antonio Palocci.

## Unibanco
Malan ist Vorsitzender im Aufsichtsrat der drittgrößten Bank Brasiliens, des Unibanco.